# Mélanie de Bussierre
Louise Sophie Mélanie Renouard de Bussierre, més coneguda pel seu nom de casada, «comtessa» Edmond de Pourtalès (Estrasburg, 26 de març de 1836 - París, 5 de maig de 1914), va ser una aristòcrata i salonnière francesa', una de les «reines» del París del Segon Imperi.

## Biografia
Mélanie Renouard de Bussierre provenia d'una família banquera alsaciana; era filla d'Alfred Renouard de Bussierre i de Louise-Mélanie de Coehorn. Es va casar amb Edmond de Pourtalès-Gorgier, fill del comte James-Alexandre de Pourtalès, famós col·leccionista, d'una família de financers suïssos originaris de Neuchâtel. Mélanie de Bussierre encarnava l'elegància i l'aire de l'alta societat durant el Segon Imperi i els inicis de la Tercera República.
Li va tocar viure en tres règims: la Monarquia de Juliol, el Segon Imperi i la Tercera República; va veure la revolució de 1848 i la Comuna. Intuí la imminència de la guerra de 1870, va viure l'annexió d'Alsàcia per l'Alemanya imperial, però es mantingué lleial a França.
Presentada a l'emperador Napoleó III per l'ambaixador austríac a París, Richard de Metternich, es va familiaritzar a la cort de Napoleó III i de l'emperadriu Eugènia de Montijo, i va constituir un dels seus principals alicients.

## El seu saló

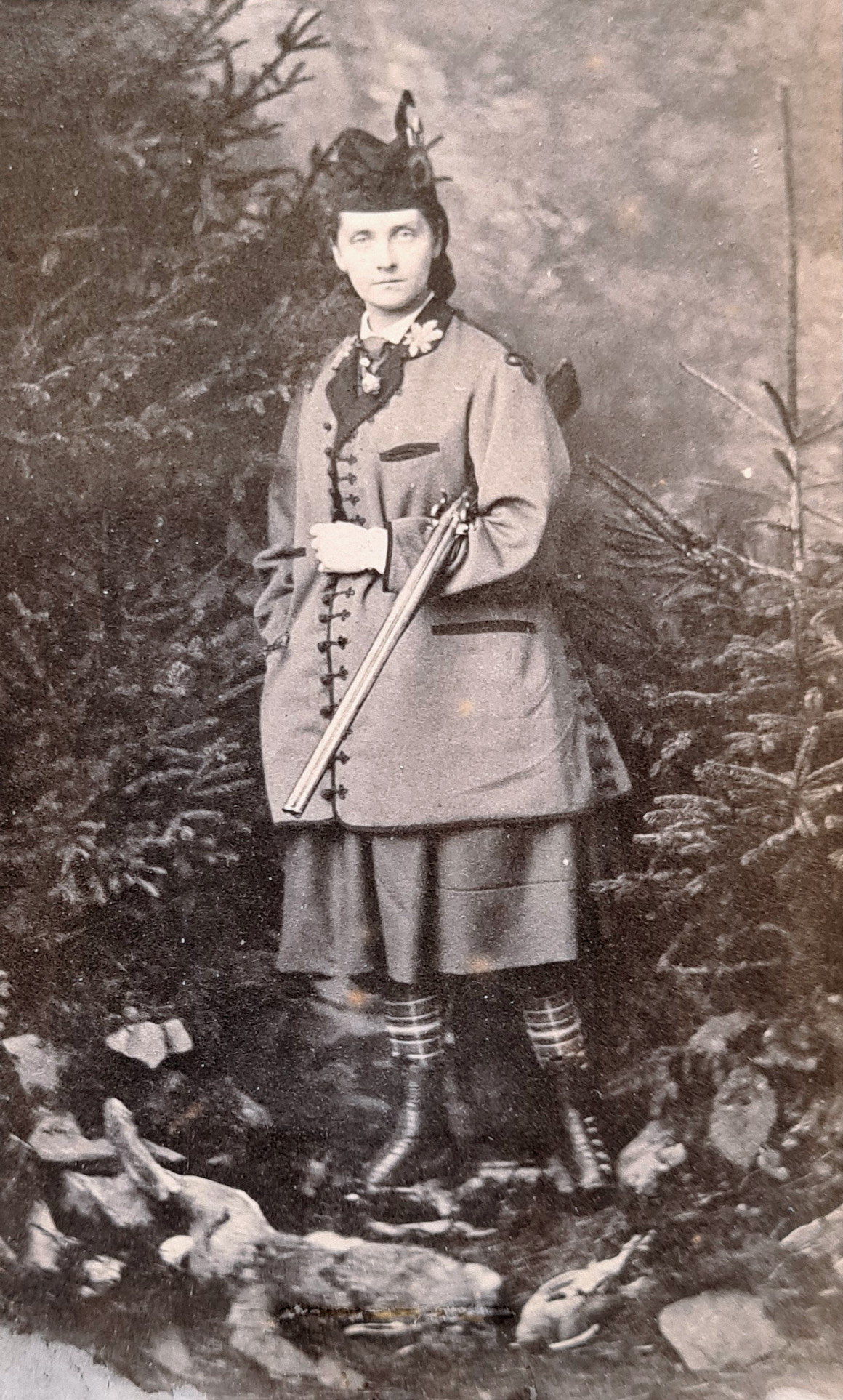
Retrat de la comtessa, de Charles David Winter, el 1863.

El saló de Pourtalès, un saló literari, va ser considerat un dels més famosos durant el Segon Imperi francès, quan ella era una de les figures principals de l'alta societat parisina i de la vida de la cort imperial.

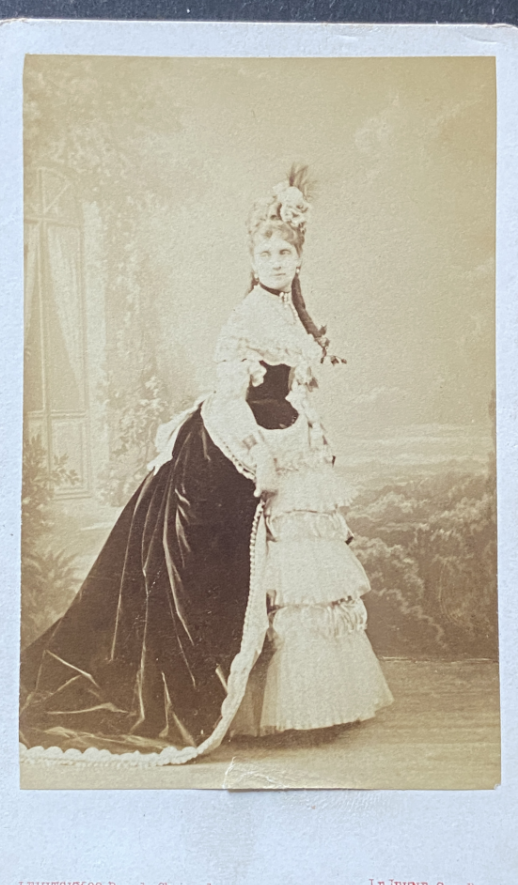
Mélanie de Pourtalès cap al 1880.

Contemporanis seus com Boniface de Castellane i André de Fouquières van lloar la seva elegància, la seva popularitat a la cort i el nombre dels seus admiradorsː 
«La comtessa Edmond de Pourtalès, de bellesa perdurable, una de les dones més brillants de la seva època, va regnar de debò a París. Havia estat molt destacada sota l'Imperi. La seva intimitat amb la princesa Metternich continua sent llegendària. Ningú va ser més benèvol. El nom de Mélanie evocava per a tothom l'arròs en pols, l'elegància i l'aroma de violetes. Les fantasies de la seva vida desprenen una atmosfera d'afecte que s'afegeix a l'admiració que inspira. Reis i emperadors, multimilionaris i estadistes, artistes i erudits, van formar un cercle al seu voltant on la gent callava per escoltar-la explicar històries amables amb enginy» (Boniface de Castellane).
«Molts eren els seus adeptes: el vescomte de Vaufreland, Édouard Detaille, el comte Hallez-Claparède, M. Schlumberger, el marquès de Nédonchel, el comte du Lau i el comte Louis de Turenne, que van fer la cort a la "comtessa Mélanie".» (André de Fouquières)

## Residències

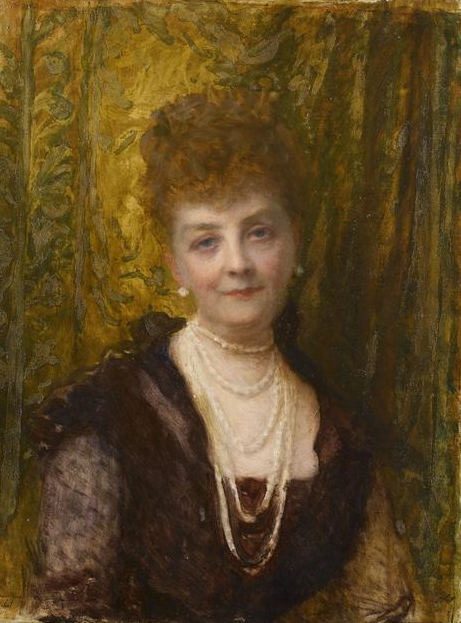
Comtessa de Pourtalès, Ernest Herbert (1897)

Del seu pare, Alfred Renouard de Bussierre, la comtessa va heretar al 1887, el castell de la família, el Château de la Robertsau, a Estrasburg - Robertsau (que avui es coneix com el castell de Pourtalès) al departament del Baix Rin, Alsàcia. Hi va rebre molt i el va fer transformar molt profundament, del 1887 al 1902, per l'arquitecte Breffendille: reorganització total dels interiors, incorporació d'un nou edifici d'estil Lluís XV adossat a l'ala dreta del castell, creació de grans dependències. L'any 1907, els arquitectes Berninger i Krafft van crear una torreta per allotjar-hi una vasta biblioteca. El parc, d'estil anglès, és l'escenari de diverses representacions, inclosa la de Folies amours, de Jean-François Regnard, el 1911.

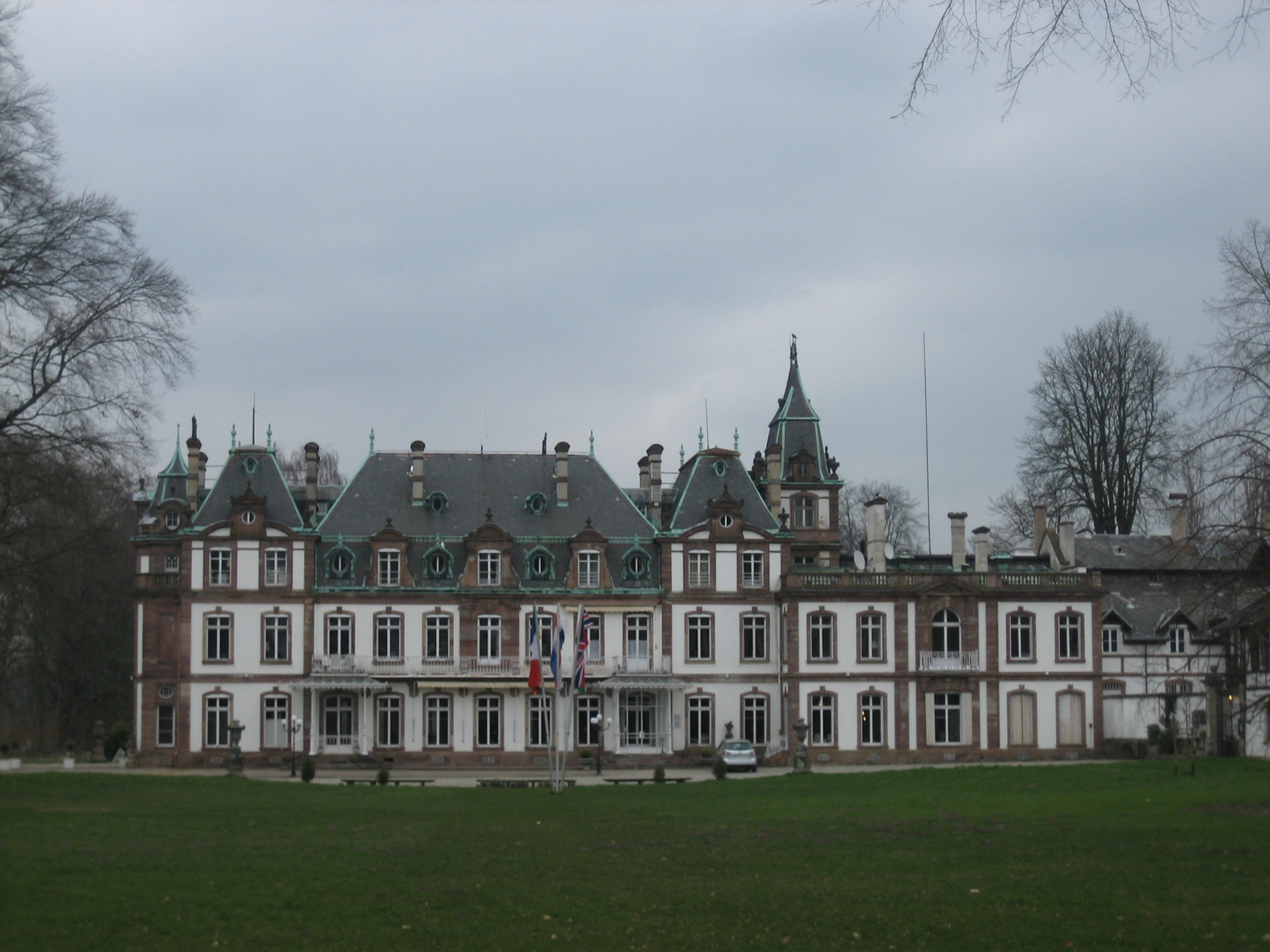
Castell de Pourtalès, a Estrasburg

Al Château de Pourtalès, convertit avui en hotel, s'hi podien trobar noms il·lustres d'arreu d'Europa: el rei Lluís II de Baviera, l'emperador Guillem II, el rei i la reina de Bèlgica, el príncep de Gal·les, el príncep Napoleó, Franz Liszt, Albert Schweitzer o Léon Bakst.
A París, els Pourtalès van heretar, a la mort del comte James-Alexandre el 1855, la seva mansió d'estil renaixentista, un hôtel particulier (essencialment una gran casa adossada), al número 7 de la rue Tronchet, al 8è districte de París. Les prestigioses col·leccions que contenia es van liquidar en venda pública, segons la voluntat del seu propietari, l'any 1865. Retirada amb el seu marit a la seva casa parisina de la rue de Tronchet, després de l'annexió d'Alsàcia per Alemanya el 1871, no va dubtar a presentar-se davant de Napoleó i Eugénie, exiliats a Camden Place, Anglaterra. La comtessa rebria en herència la mansió Pourtalès, a la mort del seu marit

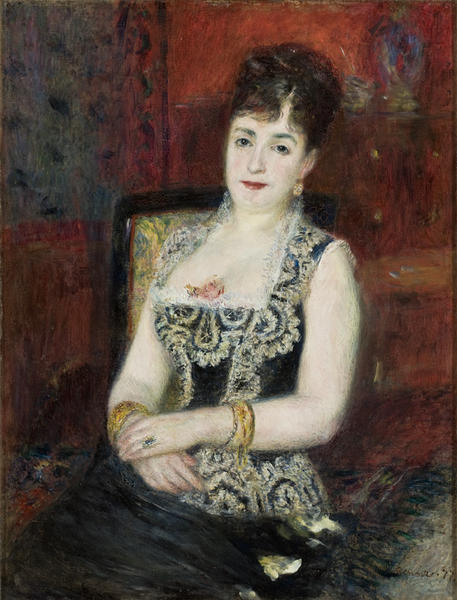
Auguste Renoir, Retrat de la comtessa de Pourtalès (1877)

Protestant com era, Mélanie de Pourtalès es mantingué fidel a l'església de la Robertsau, al nord d'Estrasburg: s'hi va batejar, s'hi va casar, hi va viure totes les cerimònies religioses familiars. L'any 1919 va oferir dos vitralls a aquesta parròquia.
De 1880 a 1901, va llogar el castell de La Corbière, prop d'Estavayer-le-Lac, a Fribourg (Suïssa), a la família Boccard. Hi va fer construir una capella a la dècada de 1880.
Va tenir cinc fills:
- Jacques (nascut el 1858)
- Paul (1859 - 1933), militar i polític
- Hubert (nascut el 1863)
- Élisabeth (nascuda el 1867)

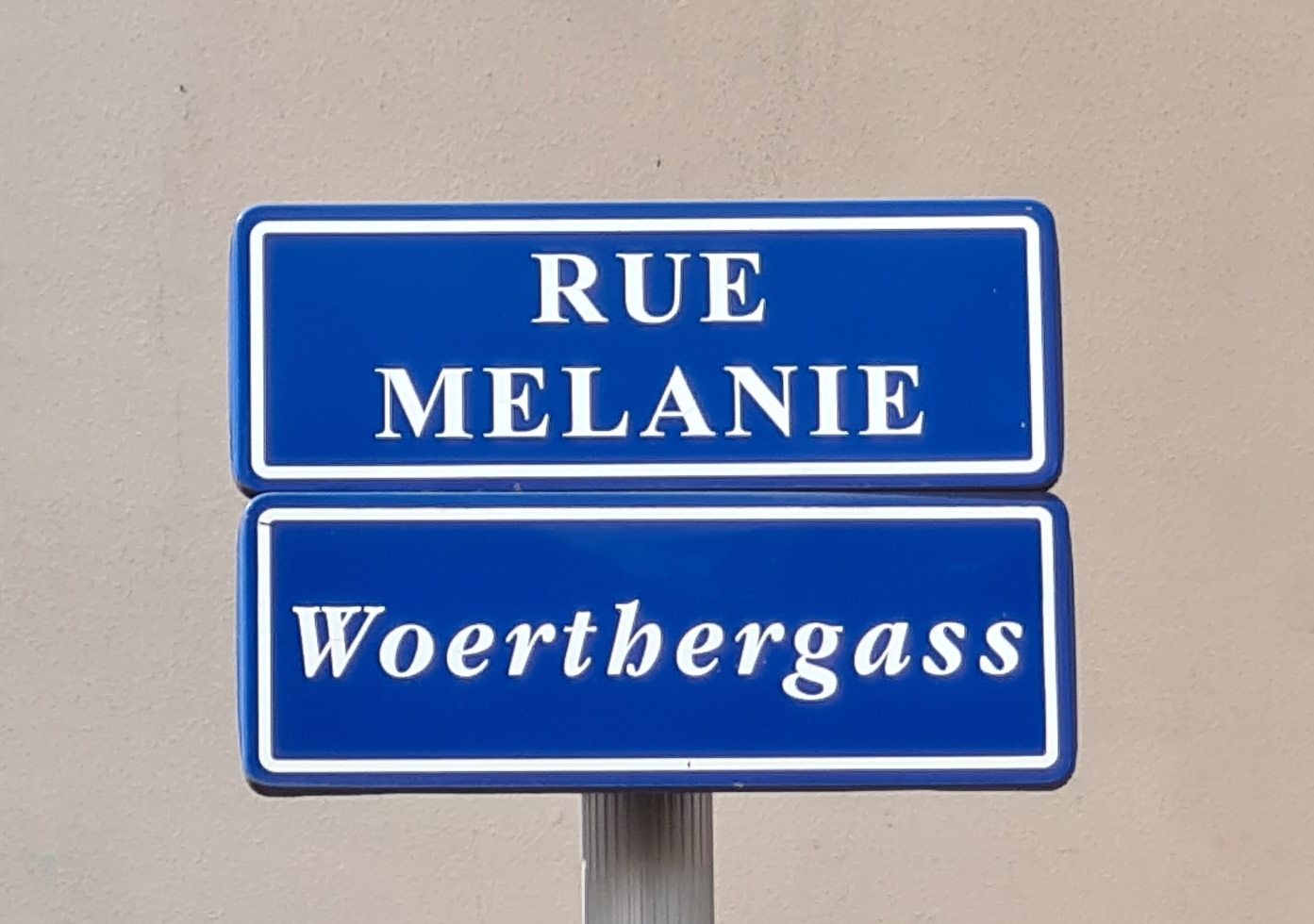
Placa de la rue Mélanie, a Robertsau.

- Placa de la rue Mélanie, a Robertsau.Agnès (1870-1930), que va heretar el castell de la Robertsau després de la mort de la seva mare.

Vidua des de 1895, la comtessa morí l'any 1914 i fou enterrada al cementiri de Saint-Louis, a Estrasburg (La Robertsau).

## Llegat i memòria
En aquest mateix raval on hi ha el castell de Pourtalès, un carrer porta el seu nom des de 1918.
La Mediateca de la ciutat d'Estrasburg, instal·lada des de 1989 al cor del barri de Robertsau, s'anomena Melanie de Pourtalès.